# Seznam krajev Unescove svetovne dediščine na Danskem
Svetovna dediščina Organizacije Združenih narodov za izobraževanje, znanost in kulturo (UNESCO) je pomembna za kulturno ali naravno dediščino, kot je opisano v Unescovi konvenciji o svetovni dediščini, ustanovljeni leta 1972. Danska je ratificirala konvencijo 25. julija 1979, zaradi česar so njena zgodovinska mesta upravičena do vključitve na seznam.
Prvo mesto na Danskem, ki je bilo dodano na seznam, so bili Runski kamni iz Jellinga, vpisani na 18. zasedanju Odbora za svetovno dediščino, ki je potekalo leta 1994 v Phuketu na Tajskem. Danska ima na seznamu vpisanih enajst območij in nadaljnjih šest na poskusnem seznamu. Tri mesta, Kujataa, Aasivissuit – Nipisat in Ilulissat Icefjord, so na Grenlandiji, ki je avtonomno ozemlje v Kraljevini Danski.
Osem krajev na Danskem je kulturnih in tri naravne. Naravno območje Vatsko morje si deli z Nemčijo in Nizozemsko. Leta 2014 je bil danski del dodan obstoječi lokaciji v drugih dveh državah, ki sta bili navedeni leta 2009.

## Svetovna dediščina
Unesco navaja območja po desetih merilih; vsaka prijava mora izpolnjevati vsaj enega od kriterijev. Kriteriji od i do vi so kulturni, od vii do x pa naravni.
| Ime                                                                         | Slika                                                                             | Lokacija                                                       | Leto vpisa | UNESCO kriterij             | Opis |
| --------------------------------------------------------------------------- | --------------------------------------------------------------------------------- | -------------------------------------------------------------- | ---------- | --------------------------- | --- |
| Runski kamni iz Jellinga                                                    | Two standing stones with runic inscriptions and figurative carvings               | Jelling                                                        | 1994       | 697; iii (kulturno)         | Spomeniki v Jellingu vključujejo runske kamne, grobne gomile in cerkev. Dokumentirajo danski prehod iz nordijskega poganstva v krščanstvo v 10. stoletju. Dve grobni gomili sta poganski, prav tako starejši runski kamen, ki ga je postavil kralj Gorm Starejši. Večji runski kamen omenja pokristjanjevanje Danske, postavil pa ga je kralj Harald Modrozobi, ki je postavil tudi bližnjo cerkev. |
| Roskildska stolnica                                                         | Roskilde Cathedral, a brick building with two spires. Look from above.            | Roskilde                                                       | 1995       | 695; ii, iv (kulturno)      | Gradnja stolnice se je začela v 12. stoletju v romaniki in nadaljevala v gotskem slogu v 13. stoletju. Zgrajena je iz opeke, kar je zgodnji primer velike cerkvene stavbe, zgrajene iz tega materiala v severni Evropi, in je glavno grobišče danskih monarhov od 15. stoletja. |
| Palača Kronborg                                                             | Kronborg Castle, a fortified brick structure, seen from a distance.               | Helsingør                                                      | 2000       | 696; iv (kulturno)          | Renesančna palača, večinoma zgrajena v poznem 16. stoletju, je strateško locirana na najožji točki preliva Øresund. Leta 1629 jo je uničil požar, vendar so jo kmalu zatem obnovili v skoraj povsem enaki obliki, z nadaljnjimi vojaškimi spremembami, izvedenimi v naslednjem stoletju. Kronborg kot Elsinore je prizorišče drame Hamlet Williama Shakespeara.                                     |
| Ilulissat Icefjord                                                          | A massive iceberg in the sea full of smaller icebergs.                            | Avannaata, Grenlandija                                         | 2004       | 1149; vii, viii (naravno)   | Ilulissat Icefjord je eno redkih krajev, kjer se grenlandska ledena plošča sreča z morjem, na ledeniku Sermeq Kujalleq. To je eden najaktivnejših ledenikov na svetu, ki letno odtali več kot 35 kubičnih kilometrov ledu. Raziskujejo ga že več kot 250 let in zagotavljajo vpogled v glaciologijo ledene kapice in podnebne spremembe.                                                            |
| Stevnski klif                                                               | A look at the cliff from Old Højerup Church                                       | Stevns                                                         | 2014       | 1416; viii (naravno)        | Stevnski klif je 15 kilometrov dolga obalna pečina, bogata s fosili. Ponuja izjemne dokaze o vplivu meteorita Chicxulub, ki je trčil v planet ob koncu obdobja krede, pred približno 66 milijoni let, kar je povzročilo izumrtje v obdobju krede–paleogena. Najdišče je tudi priča o razvoju flore in favne po okrevanju po množičnem izumrtju.                                                     |
| Vatsko morje*                                                               | Sea with birds flying above                                                       | Narodni park Vatsko morje, Danska                              | 2014       | 1314; viii, ix, x (naravno) | Vatsko morje je največji nepretrgan sistem medplimskega peska in blata na svetu. Je pomembna točka biotske raznovrstnosti, kjer živijo vrste, kot so navadni tjulenj, sivi tjulenj in pristaniška pliskavka. Območja v Nemčiji in na Nizozemskem so bila leta 2009 vpisana na seznam svetovne dediščine, območje na Danskem pa je bilo dodano leta 2014.                                            |
| Christiansfeld, moravska cerkvena naselbina                                 | A church building, a frontal view. A park with a fountain in front of the church. | Christiansfeld                                                 | 2015       | 1468; iii, iv (kulturno)    | Christiansfeld, ustanovljen leta 1773, je primer načrtovane naselbine moravske cerkve, protestantske veroizpovedi, ki odraža egalitarno filozofijo skupnosti. Naselje vključuje pomembne stavbe za skupno blaginjo, kot so skupne hiše za vdove v kongregaciji ter neporočene moške in ženske. |
| Najboljša lovska pokrajina v Severni Zelandiji                              | A feeding station in Kægersborg Dyrehave, forest in the background                | Store Dyrehave, Gribskov, Jægersborg Dyrehave, Jægersborg Hegn | 2015       | 1469; ii, iv (kulturno)     | Območje obsega dva gozda, kjer je dansko plemstvo izvajalo par force lov, to je lov s psi. Vrhunec aktivnosti je bil dosežen med 17. in poznim 18. stoletjem. Gozdovi so bili predelani po baročnih krajinskih načrtih z lovskimi stezami, ki so bile razporejene v zvezdastem sistemu, z dodatnimi ograjami, orientacijskimi točkami in lovskimi kočami.                                           |
| Kujataa Grenlandija: nordijsko in inuitsko kmetijstvo na robu ledene kapice | Hvalsey Church ruins                                                              | Kujalleq, Grenlandija                                          | 2017       | 1536; v (kulturno)          | Kujataa je poljedelska pokrajina v južni Grenlandiji, ki sta jo oblikovali dve kulturi – nordijci med 10. in 15. stoletjem ter Inuiti od 18. stoletja. Čeprav sta kulturi različni, sta se obe zanašali na kombinacijo kmetovanja, pastirstva in lova na morske sesalce. |
| Aasivissuit – Nipisat: Inuitsko lovišče med ledom in morjem                 | –                                                                                 | Qeqqata, Grenlandija                                           | 2018       | 1557; v (kulturno)          | Območje vsebuje dokaze o 4200 letih človeške zgodovine, povezane z lovom na morske in kopenske živali, kot je karibu. Arheološka najdišča lahko datiramo v različna obdobja, vključno s Saqqaqom (2500–700 pr. n. št.), Dorsetom (800 pr. n. št. – 1 n. št.), Thule Inuit (iz 13. stoletja) in kolonialnimi obdobji (iz 18. stoletja).                                                              |
| Vikinška krožna utrdba                                                      | Trelleborg ring fortress from above                                               | Fyrkat, Aggersborg, Nonnebakken, Trelleborg, Borgring          | 2023       | 1660; iii, iv (kulturno)    | Teh pet trdnjav, vse enake standardne krožne oblike, je bilo zgrajenih v zelo kratkem času, okoli leta 975–80, med vladavino kralja Haralda Modrozobega. Ker so delovale le kratek čas in kasneje večinoma niso bile motene, zagotavljajo pomemben vpogled v vikinško dobo Danske. |
| Møns Klint                                                                  | A cliff made of chalk                                                             | občina Vordingborg, Zelandija                                  | 2025       | 1728; viii (naravno)        | Kredne pečine, ki se dvigajo 120 m nad morsko gladino, so nastale med zadnjim ledeniškim maksimumom, ko so ledeniki deformirali in dvignili podložno kamnino. Vidne so različne faze tega glaciotektonskega procesa. |

## Poskusni seznam
Poleg območij, ki so vpisana na seznam svetovne dediščine, lahko države članice vodijo seznam začasnih območij, ki jih lahko upoštevajo pri nominaciji. Nominacije za seznam svetovne dediščine so sprejete le, če je bilo območje predhodno navedeno na poskusnem seznamu. Danska ima na svojem poskusnem seznamu šest lokacij.
| Ime | Slika                                         | Lokacija           | Leto vpisa | UNESCO kriterij           | Opis |
| --- | --------------------------------------------- | ------------------ | ---------- | ------------------------- | --- |
| Palača Amalienborg in okrožje | Amalienborg, look at the square from above    | København          | 1993       | i, ii, iv (kulturno)      | Amalienborg je bil zgrajen v 18. stoletju kot podaljšek srednjeveškega Københavna. Na glavnem trgu so štiri enake palače, ki jih je Niels Eigtved zasnoval v rokokojskem slogu za izbrane plemiške družine. Na sredini je postavljen konjeniški kip kralja Friderika V |
| Pomorska dediščina starega mestnega jedra in pristanišča Dragør - "krmilarsko mesto" iz obdobja velikih visokih ladij v 18. in 19. stoletju | Dragør Harbour panorama with boats and houses | Dragør             | 2019       | ii, iii, iv, v (kulturno) | Mesto Dragør je na strateški lokaciji na obali preliva Øresund. Tako dobro ohranjeno staro mestno jedro kot pristanišče pričata o času, ko je bila Danska pomembna pomorska država, z ladjami iz Dragørja, ki niso plule le v Baltik in severno Evropo, temveč tudi v Ameriko, Afriko in Azijo. |
| Hišeiz morskih alg in solinarske hiše, otok Laesoe                                                                                          | An old house thatched with seaweed            | Severna Jutlandija | 2023       | iii, v (kulturno)         | Ta nominacija obsega nepremičnine, ki ponazarjajo življenje ljudi na majhnem otoku Laesoe v prelivu Kattegat od zgodnjega srednjega veka do sredine 20. stoletja. Med 12. in 16. stoletjem so se otočani ukvarjali z odprto pridelavo soli iz slane podzemne vode, ki je zahtevala kurjenje veliko lesa, kar je sčasoma povzročilo krčenje gozdov. Dve skupini hiš, pokritih s slamo z morskimi algami, do 2 m (primer na sliki), predstavljata poseben izraz stavbe kot rezultat prejšnje netrajnostne rabe virov.              |
| Fosili koščenih rib zahodnega Limfjorda: evolucija in prilagajanje podnebju v najzgodnejšem eocenu                                          | Hanklit cliff, look from above                | Severna Jutlandija | 2023       | viii (naravno)            | Ta nominacija vključuje dve fosilnonosni območji, Hanklit (na sliki) in Knudeklint, ki sta na otokih Mors oziroma Fur v Limfjordu. Fosili, najdeni na obeh lokacijah, nudijo vpogled v življenje v spodnjem eocenu, pred 56 do 55 milijoni let, tako v morskem kot kopenskem okolju. Posebej zanimivi so fosili žarkoplavutih rib, ki prikazujejo prilagoditev in diverzifikacijo rib po izumrtju v obdobju krede–paleogena (K–Pg).                                                                                              |
| Zborne dvorane delavcev (Danska)* | A long five-storey building with many windows | København          | 2023       | iii, iv, vi (kulturno)    | Ta transnacionalna nominacija vključuje stavbe v Avstraliji, Argentini in na Danskem, povezane z mednarodnim demokratičnim delavskim gibanjem in množično organizacijo delavcev od leta 1850 naprej. Zgrajene so bile namensko, da bi služile kot zbirališča in so vsebovale več sejnih sob za zbore, politične in skupne dogodke, pisarne, pogosto kuhinje, tiskarne in podjetja. Dvorana zborovanja delavcev v Københavnu, zgrajena leta 1879, je nominirana na Danskem. Leta 1982 je bila stavba preurejena v Delavski muzej. |